# Claudio Procesi
Claudio Procesi (* 31. März 1941 in Rom) ist ein italienischer Mathematiker, der sich mit Algebra befasst.
Procesi studierte an der Universität Rom, an der er 1963 sein Diplom machte (Laurea). 1966 promovierte er an der University of Chicago bei Israel Herstein (On rings with polynomial identities). Ab 1966 war er Assistent an der Universität Rom, ab 1970 außerordentlicher Professor an der Universität Lecce und ab 1971 an der Universität Pisa. Ab 1973 war er ordentlicher Professor in Pisa und ab 1975 ordentlicher Professor an der Universität La Sapienza in Rom. Er war unter anderem Gastwissenschaftler an der Columbia University (1969–1970), an der UCLA (1973/74), am IMPA, am Massachusetts Institute of Technology (1991), in Grenoble, an der Brandeis University (1981/2), an der University of Texas at Austin (1984), am Institute for Advanced Study (u. a. 1994), am MSRI (u. a. 1992), am ICTP in Trieste, an der École normale supérieure.
Procesi beschäftigt sich mit nichtkommutativer Algebra, Algebraischen Gruppen, Invariantentheorie, abzählender Geometrie, unendlich dimensionalen Algebren und Quantengruppen, Polytopen, Zopfgruppen, zyklischer Homologie, Geometrie der Orbits kompakter Gruppen, Anordnungen von Unterräumen und Tori.
Procesi bewies, dass die polynomialen Invarianten der n × n Matrizen über einem Körper K sich alle als Folgerungen des  Cayley-Hamilton-Theorems beschreiben lassen, das besagt, dass eine quadratische Matrix ihre eigene charakteristische Gleichung erfüllt, wobei die Koeffizienten durch Spuren von äußeren Potenzen der Matrix ausgedrückt werden können.
1981 erhielt er die Mathematikmedaille der Accademia dei Lincei, deren Mitglied er seit 1987 ist. 1986 erhielt er den Feltrinelli-Preis in Mathematik. 1978 war er Invited Speaker auf dem Internationalen Mathematikerkongress (ICM) in Helsinki (Young diagrams, standard monomials and invariant theory). 2007 bis 2010 ist er Vizepräsident der International Mathematical Union. Er war Herausgeber des Duke Mathematical Journal, des Journal of Algebra, der Communications in Algebra und der Advances in Mathematics. Er war im Komitee des Abel-Preis (2005/06 und 2006/07) und in den Algebra-Komitees für den ICM 1986 und 1994. 2015 wurde er in die Academia Europaea gewählt.

## Schriften
- Rings with polynomial identities (= Pure and Applied Mathematics. 17). Dekker, New York NY u. a. 1973, ISBN 0-8247-6015-8.
- A primer on invariant theory (= Brandeis Lecture Notes. 1). Notes by Giandomenico Boffi. Brandeis University, Waltham MA 1983, (stark erweitert in seinem Buch über Liegruppen).
- mit Corrado de Concini: Quantum groups (= Preprints di Matematica. 1993, 6, ZDB-ID 1103838-X). Scuola normale superiore, Pisa 1993
- mit Hanspeter Kraft: Classical Invariant Theory. A Primer. Preliminary Version, Juli 1996, (pdf).
- Lie groups. An approach through invariants and representations. Springer, New York NY 2007, ISBN 978-0-387-26040-2.
- mit Corrado de Concini: Topics in Hyperplane Arrangements, Polytopes and Box-Splines. Springer, New York NY u. a. 2010, ISBN 978-0-387-78962-0.